# Cleve Livingston
John Cleve Livingston, ameriški veslač, * 24. maj 1947, Los Angeles.
Cleve je starejši brat veslača Mika Livingstona.
Za ZDA je nastopil na Poletnih olimpijskih igrah 1968 in 1972. 
V Mexico Cityju je v osmercu osvojil šesto mesto, v Münchnu pa v isti disciplini srebrno medaljo.